# Doris Arndt
Doris Arndt (* 7. Mai 1930 in Berlin als Doris Kielblock; † 21. Juni 2018 ebenda) war eine deutsche Dompteuse. Vor allem durch ihre Auftritte mit Großkatzen und Bären zählte sie in den 1950er und 1960er Jahren in Europa zu den berühmtesten Tiertrainern.

## Leben
Ihren ersten Auftritt hatte sie im September 1947 als Assistentin „Lola, die Tigerbraut“ des Tigerdompteurs Siegfried Wiesner im Circus Barlay in Berlin.
Im Jahr 1954 schloss sie sich dem Circus Krone in München an, wo sie mit ihrem ersten Ehemann Alfons Arndt mit Eisbären auftrat, die aus Flaschen tranken und auf Bällen balancierten.
Mitte der 1950er Jahre wurde ihr von der Stadt Barcelona der „Zirkus-Oscar“ für ihre Show mit drei verschiedenen Raubtierarten verliehen.
Ende der 1950er Jahre traf sie in Innsbruck den evangelischen Pfarrer Martin Schaaff († 2015), der auch als Zirkusseelsorger tätig war. Er hatte sie während einer Vorstellung im Circus Krone gesehen und war sofort „hingerissen von dieser grazilen Frau“. Vor ihrer Heirat, bei der Doris Arndt seinen Namen annahm, gab sie ihren Beruf auf, weil sie nach eigenem Bekunden „nur noch einen Salonlöwen“ um sich haben wollte.

## Internetquellen
- Andreas Heinz: Die Liebe zum Zirkus brachte die Liebe fürs Leben. In: Neues Deutschland. 7. Oktober 2005, abgerufen am 26. April 2021.
- Melissa Eddy: Doris Arndt, Celebrated Animal Trainer, Is Dead at 88. In: The New York Times. 29. Juli 2018, abgerufen am 26. April 2021 (englisch).
- Doris Schaaff (Arndt) 80 Jahre alt. In: forum.circusworld.de. 7. Mai 2010, abgerufen am 26. April 2021.

| Personendaten    | Personendaten                    |
| ---------------- | -------------------------------- |
| NAME             | Arndt, Doris                     |
| ALTERNATIVNAMEN  | Kielblock, Doris; Schaaff, Doris |
| KURZBESCHREIBUNG | deutsche Dompteuse               |
| GEBURTSDATUM     | 7. Mai 1930                      |
| GEBURTSORT       | Berlin                           |
| STERBEDATUM      | 21. Juni 2018                    |
| STERBEORT        | Berlin                           |